# Aspirator robot

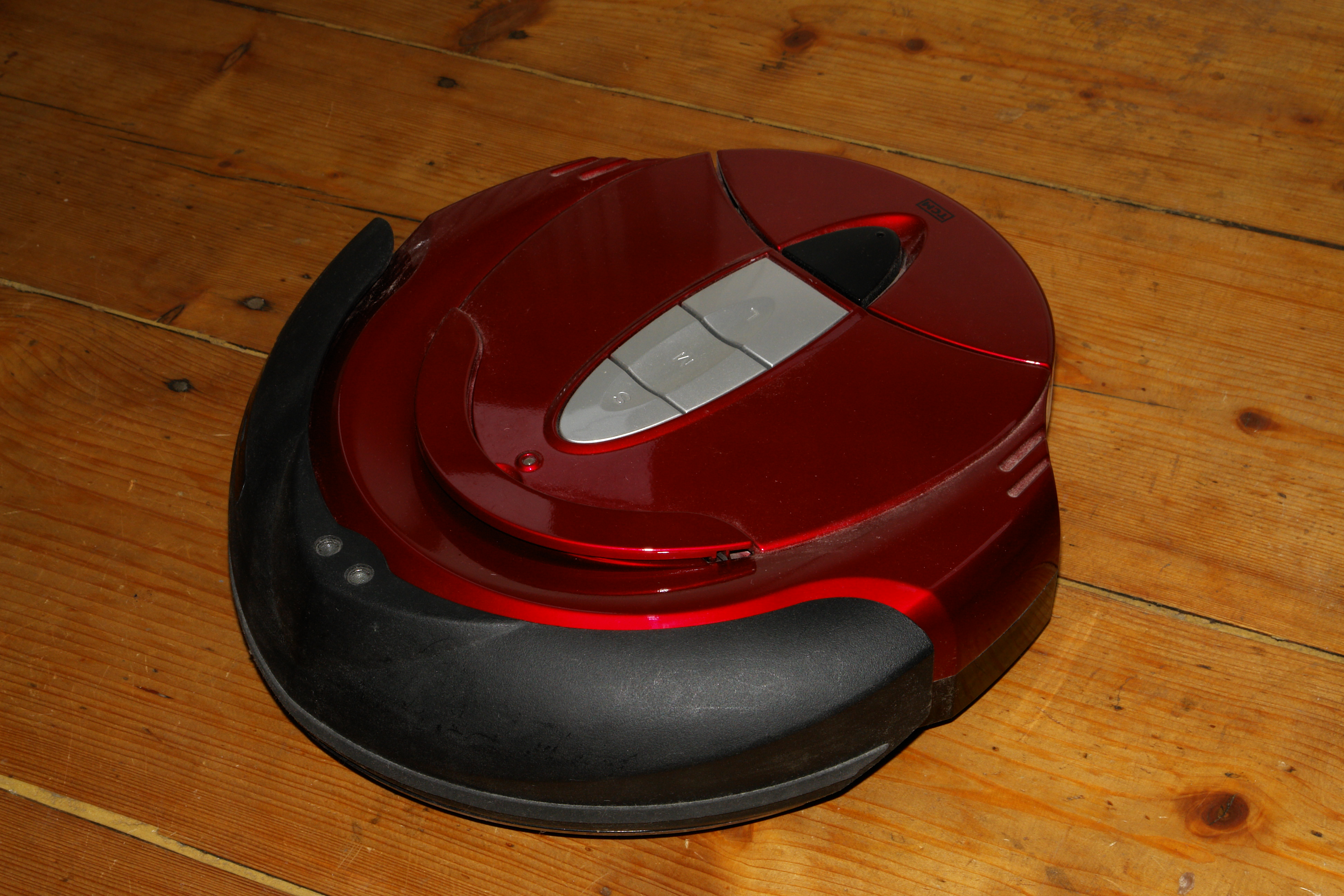
TCM Reinigungsroboter, robot de curățare german

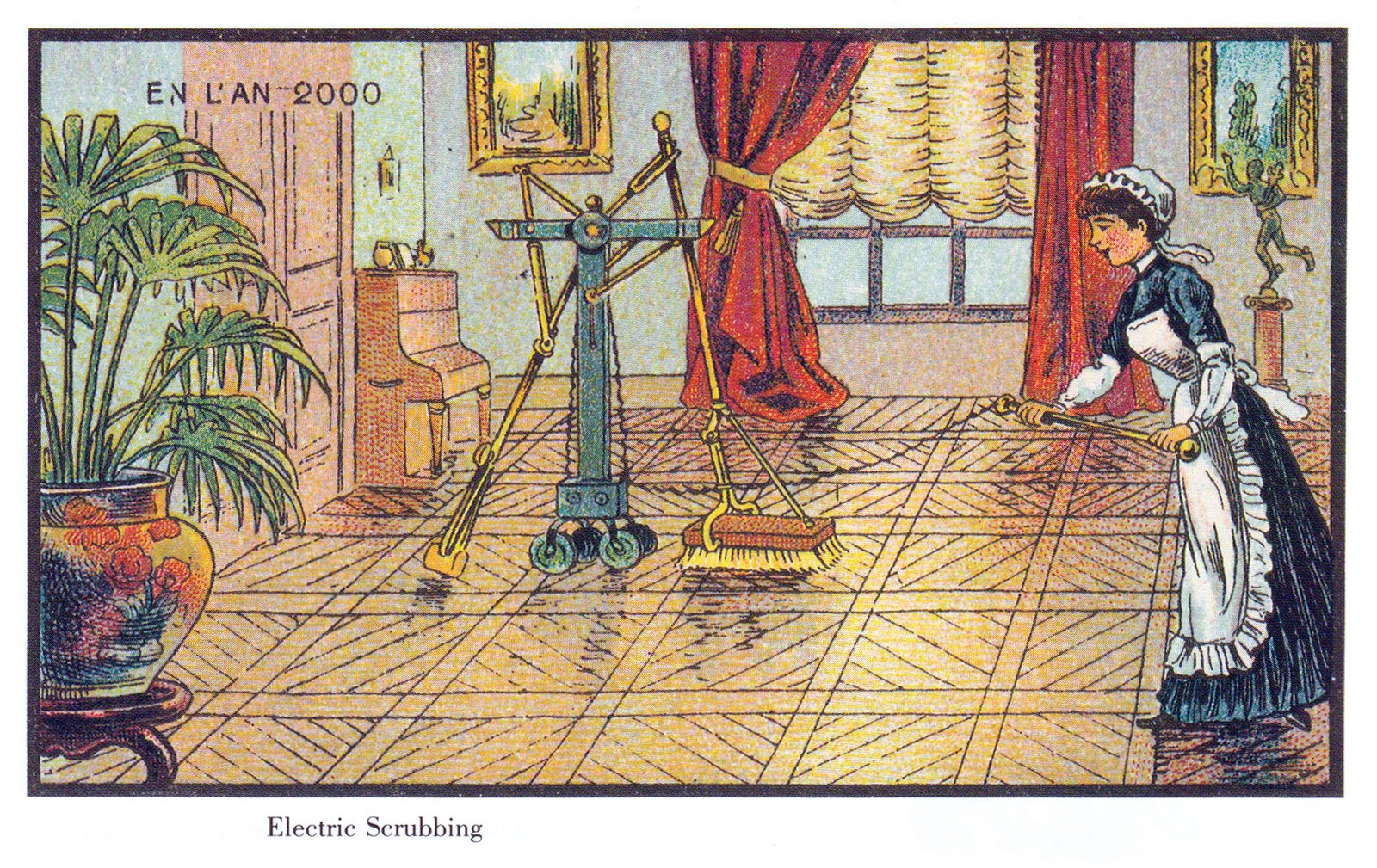
Ilustrația unui „curățător electric de podele” (1899)

Aspiratorul robot este un aspirator robotizat, care are programare inteligentă și un sistem limitat de curățare a pardoselilor. Designul inițial includea folosirea manuală cu ajutorul telecomenzii, precum și un mod de folosire în care robotul poate să curețe fără control uman. Unele modele folosesc perii rotative pentru a ajunge în colțurile strânse, iar unele includ și alte modalități de curățare, pe lângă caracteristica de aspirare (spălare, sterilizare cu raze ultraviolete etc.).
Un avantaj al utilizării unui aspirator robot este silențiozitatea sa relativă față de un aspirator obișnuit. De asemenea, este considerat ca fiind mai convenabil de utilizat, deoarece poate aspira singur. Roboții aspirator pot fi ținuți sub paturi sau birouri sau în dulapuri, în timp ce un aspirator obișnuit necesită un spațiu mai mare de depozitare. Cu toate acestea, un dezavantaj al unui aspirator robot este că îi ia mai mult timp să curețe o anumită suprafață datorită dimensiunii sale. De asemenea, este relativ scump.